# Bertrando II di Tolosa
Bertrando di Tolosa o di Saint Gilles (1065 – Tripoli, 21 aprile 1112) fu conte di Saint-Gilles, poi, dal 1096, fu reggente della contea di Tolosa e del marchesato di Provenza, poi effettivo Conte di Tolosa, marchese di Provenza, dal 1105; da quell'anno fu anche il titolare della contea di Tripoli, divenendo effettivo conte di Tripoli dal 1109 fino alla sua morte.

## Origine
Figlio primogenito del conte di Saint-Gilles, marchese di Gotia, Conte di Tolosa, marchese di Provenza e conte di Tripoli, che fu anche uno dei baroni della Prima Crociata (Crociata dei baroni), Raimondo di Saint Gilles (come risulta dal documento nº 336 del volume V delle Preuves de l'Histoire Générale de Languedoc, inerente ad una donazione, fatta nel 1080) e della sua prima moglie (una cugina di Raimondo), la figlia terzogenita del conte di Provenza, Goffredo I e della moglie Stefania o Dolce (?- dopo il 1096, anno in cui Stefania fece una donazione per l'anima del figlio Bertrando), come viene riportato a pagina 529 delle Note dell'Histoire Générale de Languedoc, Tome II; secondo lo storico Szabolcs de Vajay, Stefania era viscontessa di Marsiglia, figlia del visconte di Marsiglia, Guglielmo II. Secondo il documento nº 273 del volume V dell'Histoire Générale de Languedoc, pur senza essere nominata Raimondo aveva già una moglie, che controfirma il documento. Secondo gli Annali Genovesi di Caffaro e de´ suoi continuatori, Vol. 1, il matrimonio di Raimondo con la cugina non era da considerarsi valido, per cui Bertrando era definito un bastardo (bastardus comitis Raymundi comitis sancti Egidii), mentre il monaco benedettino, Guiberto, abate del monastero di Notre-Dame a Nogent, che fu pure storico e teologo, lo definisce figlio naturale (naturali cuidam filio suo).
Raimondo di Saint Gilles era il figlio secondogenito del conte di Tolosa, conte di Nîmes e conte d'Albi, Ponzio e di Almodis de La Marche (come risulta dal Chronicon sancti Maxentii Pictavensis, Chroniques des Eglises d'Anjou e dalla Chronica Albrici Monachi Trium Fontium (1020-1071), figlia di Bernardo I de la Marche (ca. 991- 16 giugno 1047) conte de la Marche e di Périgord e di Amelia de Rasés (? - † 1053). Il nome della madre, ripreso da un documento del 1053 ("Almodis comitissa, filia que es Amelie comitisse") è citato dallo storico José Enrique Ruiz Domenec nel suo libro Quan els vescomtes de Barcelona eren (Barcelona, 2006) a pag. 320.

## Biografia
Prima del 1080, sua madre fu ripudiata da suo padre, che in quell'anno sposò in seconde nozze Matilde, figlia del conquistatore e primo Conte di Sicilia Ruggero I di Sicilia e di Giuditta d'Evreux, figlia del conte Guglielmo d'Évreux e di Hadvise Géré.
Bertrando viene citato per la prima volta in un documento, il nº 336 del volume V delle Preuves de l'Histoire Générale de Languedoc, del 16 gennaio 1080, in cui controfirma assieme al padre Raimondo, una donazione fatta dallo zio, il conte di Tolosa, Guglielmo IV.
Nel 1096, in ottobre il padre partì per la Terra santa. Raimondo, lasciò Tolosa alla fine di ottobre del 1096, con un grande seguito che comprendeva la terza moglie di Raimondo, Elvira, col figlio primogenito, fratellastro di Bertrando, di cui non si conosce il nome e Ademaro, vescovo di Le Puy, legato pontificio, mentre Bertrando rimase a governare i feudi nel sud della Francia.
Nel 1097, rivendicando i diritti della moglie, Filippa (figlia del conte di Tolosa, Guglielmo IV), che rivendicava la contea di Tolosa e il marchesato di Provenza usurpati dallo zio, Raimondo, il duca di Aquitania e Guascogna e conte di Poitiers, Guglielmo IX detto il Trovatore, nonostante i possedimenti dei crociati fossero sotto la tutela della Chiesa e considerati sacri, invase e occupò la contea di Tolosa. L'occupazione di Tolosa è confermata dalla donazione nº 291 del Cartulaire de l'Abbaye de Saint-Sernin de Toulouse, del luglio 1098, fatta da Guglielmo e Filippa (Willelmus comes et uxor mea Philippia, filia Willelmi comitis Tolosæ) alla Basilica di Saint-Sernin di Tolosa.
Dopo la caduta di Gerusalemme, il 15 luglio 1099, Guglielmo IX, decise di partire per la Terra santa e, in cambio del finanziamento della spedizione, nel dicembre di quello stesso anno, restituì la contea di Tolosa al reggente Bertrando.
Il cambio di governo nella contea di Tolosa ci viene confermato dal documento nº 435 del Cartulaire de l'Abbaye de Saint-Sernin de Toulouse, dove, in data successiva al 1100, Bertrando II di Tolosa, che si definisce conte di Tolosa di Rouergue e d'Albì, conferma la donazione fatta da sua cugina, Filippa, figlia di Guglielmo IV (Philippa, filia Willelmi comitis) alla Basilica di Saint-Sernin di Tolosa.
Nel 1105, alla morte del padre, gli succedette in tutti i suoi titoli: conte di Tolosa, marchese di Provenza (benché questi due titoli spettassero al fratellastro, Alfonso Giordano, di circa due anni) e conte titolare di Tripoli. Il titolo di conte di Tolosa gli fu riconosciuto anche dal papa Pasquale II in diverse bolle papali. la XX del 15 aprile 1105, la XXIV del 4 febbraio 1107, la XXV sempre del 4 febbraio 1107, la XXVIII del 25 luglio 1107 e la XXX del 14 maggio 1108.
Nel 1106, dopo la morte del marito, la matrigna, Elvira aveva lasciato la Palestina, col figlioletto Alfonso Giordano, rientrando nel 1108, secondo lo storico britannico, medievista e bizantinista, Steven Runciman, nella contea di Tolosa, governata da Bertrando.
Alla fine di quello stesso anno, Bertrando partì per la Terra santa, per entrare in possesso della contea di Tripoli lasciando il governo della contea di Tolosa e del marchesato di Provenza al fratellastro, Alfonso Giordano, ancora minore, per cui Elvira tenne la reggenza per conto del figlio.
Secondo il canonico e cronista, Alberto di Aquisgrana, nel libro II dell'HISTORIA HIEROSOLYMITANAE EXPEDITIONIS nei cap. III - XII, Bertrando lascio Saint-Gilles, arrivò a Pisa, viaggiò via mare su una nave di Genovesi, passò da Costantinopoli, dove giurò fedeltà all'imperatore bizantino Alessio I; nel 1109, raggiunse i possedimenti di Tancredi ad Antiochia, dove, rivendicando una parte del principato, che era stato conquistato anche da suo padre, ebbe una discussione con Tancredi, reggente di Antiochia per conto del principe, Boemondo di Taranto, rientrato in Italia; dopo l'intervento pacificatore del re di Gerusalemme, Baldovino I, Bertrando proseguì per Tartus, che era governata dal cugino, Guglielmo Giordano, il quale conduceva l'assedio di Tripoli; infine, con Guglielmo Giordano, si recò a Tripoli dove partecipò all'assedio e alla conquista della città anche con l'aiuto di Baldovino I e Tancredi; e, dopo la conquista, Bertrando assunse il titolo di conte di Tripoli e divise la contea col cugino, Guglielmo Giordano, che per sei anni aveva condotto l'assedio della città, prima a fianco di Raimondo di Saint Gilles e poi da solo.
Siccome nella conquista della città aveva avuto l'aiuto dei Genovesi e delle loro navi, secondo l'autore degli Annali Genovesi di Caffaro e de´ suoi continuatori, Vol. 1, Caffaro di Rustico da Caschifellone, Bertrando concesse loro la terza parte della contea.
Per Steven Runciman, invece, nel mese di giugno venne deciso la spartizione della contea che, dopo la caduta di Tripoli, sotto la sovranità di Baldovino I a Bertrando sarebbero andate, Tripoli e Gibelet, a Guglielmo Giordano Tortosa e Arqa; ma dopo la resa della città, il 12 luglio 1109, Bertrando donò Gibelet (Signoria di Gibelletto) a Guglielmo Embriaco, ammiraglio dei Genovesi.
Anche lo scrittore e Vescovo della Chiesa ortodossa siriaca, il persiano, Gregorius Bar-Hebraeus, figlio di un ebreo convertitosi al cristianesimo, scrisse che la resa di Tripoli avvenne in quel periodo.
Sempre Alberto di Aquisgrana narra che poco tempo dopo la presa di Tripoli, nel 1110, Guglielmo Giordano fu assassinato da un suo armigero, per cui tutta la contea fu riunita nelle mani di Bertrando. La morte di Guglielmo Giordano è ricordata anche dall'Ex Gesta Comitum Barcinonensium: nella cittadina di Arqa, colpito da una freccia, morì senza prole. Secondo il Cartulaire de l'église de Saint-Sépulchre de Jerusalem, a seguito della morte di Guglielmo Giordano, Bertrando, assieme al figlio, Ponzio, fece una donazione alla chiesa del Santo Sepolcro per l'anima del cugino.
Bertrando morì a Tripoli nel 1112; il titolo di conte di Tripoli andò al figlio Ponzio, mentre i titoli di conte di Tolosa e marchese di Provenza andarono al fratellastro Alfonso Giordano.

## Matrimonio e discendenza
Nel giugno del 1095, Bertrando aveva sposato Elena di Borgogna (1080-1142), figlia primogenita del duca di Borgogna, Oddone I e della moglie, Matilde di Borgogna, nota anche come Sibilla di Borgogna (ca. 1064 – dopo il 1087), figlia del conte di Borgogna Guglielmo I (1020-1087) e della terza contessa di Vienne, Stefania (1035 – 1088).
Secondo la bolla papale n° XXV Bertrando prima di Elena aveva avuto un'altra moglie di cui non si conosce il nome e che papa Pasquale II, nella bolla, dipinge come persona indegna (propter uxorem abiectam et multiplicata adulteria iamdiu excommunicationi subiectus).
Bertrando da Elena ebbe un figlio:
- Ponzio[34] (1096-1137), conte di Tripoli[35].

### Fonti primarie
- (LA)  Preuves de l'Histoire Générale de Languedoc, tome V.
- (LA)  Chronicon sancti Maxentii Pictavensis, Chroniques des Eglises d'Anjou.
- (LA)  Monumenta Germaniae Historica, Scriptores, tomus XXIII.
- (LA)  HISTORIA HIEROSOLYMITANAE EXPEDITIONIS, libro IX.
- (LA)  Bullaire de l'Abbaye de Saint-Gilles.
- (LA)  Cartoulaire de l'abbaye de Saint-Victor de Marseille, tome II.
- (LA)  Historia rerum in partibus transmarinis gestarum, libro XI.
- (LA)  Guiberto Historia quæ dicitur gesta dei per Francos, livre II.
- (LA)  Annali Genovesi di Caffaro e de´ suoi continuatori, Vol. 1.
- (LA)  Rerum Gallicarum et Francicarum Scriptores, tomus XII.
- (LA)  Cartulaire de l'église de Saint-Sépulchre de Jerusalem.
- (LA)  Cartulaire de l'Abbaye de Saint-Sernin de Toulouse.
- (LA)  Historia Ecclesiastica, Libri tredicim, Tomus V.

### Letteratura storiografica
- Louis Alphen, La Francia nell'XI secolo, in «Storia del mondo medievale», vol. II, 1979, pp. 770–806
- William B. Stevenson, La prima crociata, in «Storia del mondo medievale», vol. IV, 1979, pp. 718–756
- Charles Lethbridge Kingsford, Il regno di Gerusalemme, 1099-1291, in «Storia del mondo medievale», vol. IV, 1979, pp. 757–782
- Paul Fournier, Il regno di Borgogna o d'Arles dall'XI al XV secolo, in «Storia del mondo medievale», vol. VII, 1981, pp. 383–410